# قلعة ثوري-ليوطي
قلعة ثوري-ليوطي (بالفرنسية: Le château de Thorey-Lyautey)‏ هي قلعة تقع في بلدية ثوري-ليوطي في إقليم مورت وموزيل. وهو يعود للجنرال هوبير ليوطي.

## التاريخ
تم تسجيل النصب التذكاري كمعلم تاريخي منذ 7 يوليو 1980.